# Wahan Mamikonjan
Wahan Mamikonjan, genannt der Apostat (armenisch Վահան Մամիկոնյան), war ein armenischer Adliger aus der Familie der Mamikonjan. Er wurde zwischen 374 und 378 ermordet.

## Leben
Christian Settipani schreibt, Wahan sei ein Sohn von Hamasasp Mamikonjan, dem Sohn von Artavazd I. Mamikonjan, Cyrille Toumanoff hält ihn für einen Sohn von Artavasde II. Auf jeden Fall ist er jedoch der Bruder von Sparapet Wasak und von Wardan Mamikonjan.
Der Bruder Wasak unterstützte eine Allianz mit dem Römischen Reich, während Vardan eine Allianz mit den Sassaniden bevorzugte. Als der König Arschak II. Vardan ermorden ließ, ging Vahan an den Hof des Sassanidenkönigs Schapur II., gab das Christentum auf um zum Zoroastrismus (Mazdaismus) zu konvertieren und heiratete eine Schwester des Königs. Nach dem Tod seines Bruders Wasak, der 365 von Schapur II. zu Tode gefoltert worden war, fiel Schapur in Großarmenien ein, verwüstete und plünderte es und setzte persische Garnisonen in die wichtigsten Städte. Wahan Mamikonjan und Meroujan Arçrouni (Մերուժան Ա Արծրունիներ) verpflichtete er mit Gewalt den Mazdaismus einzuführen und Wahan zögerte noch nicht einmal seine Schwester Hamazaspouhi, die Frau von Garegin Rschtuni, hinzurichten, die sich weigerte ihren Glauben aufzugeben. Er plünderte die Stadt Van und verschleppte die christliche und jüdische Bevölkerung. Er galt als so grausam und schürte so viel Hass, dass er von seinem eigenen Sohn Šmuel Mamikonjan („Vatermörder“) umgebracht wurde.

## Nachkommen
Wahan Mamikonjan war mit Hormizdoukt, der Schwester (Tochter?) von Schapur II. verheiratet. Mit ihr hatte er einen Sohn: „Šmouel le Parricide“ (Šmuel Mamikonjan „Vatermörder“).